# Svartholmen (söder om Horslök, Lovisa)
Svartholmen är en ö i Finland.   Den ligger i kommunen Lovisa i landskapet Nyland, i den södra delen av landet, 60 km öster om huvudstaden Helsingfors.